# Islam dans les Îles Salomon
L'islam est une religion minoritaire dans les îles Salomon. La religion est entrée dans le pays pour la première fois en 1987, lorsqu'un missionnaire ghanéen appartenant au mouvement Ahmadiyya a visité l'île de Guadalcanal lors d'un voyage de reconnaissance de trois ans. Aujourd'hui, il existe deux grandes confessions dans le pays : les musulmans ahmadis et les musulmans sunnites. Selon un rapport publié en 2007 par le Département d'État des États-Unis dans le cadre du rapport international sur la liberté religieuse, le pays compte environ 350 musulmans. Cependant, différents rapports suggèrent qu'il pourrait y avoir 1000 musulmans ahmadis dans le pays.